# Gastronomia de la República Dominicana
La gastronomia dominicana és la fusió gastronòmica desenvolupada històricament, lligada a l'evolució de la República Dominicana, formada per influències espanyoles, indígenes taïnes, de l'Orient Mitjà i africanes i, en menor mesura, francesa i àrab. Les influències més recents en la cuina dominicana són la caribenya de les Índies Occidentals Britàniques i de la Xina.
Entre els aliments bàsics es troben l'arròs, la batata i la iuca. Altres ingredients principals utilitzats són els llegums, els tubercles, les verdures, les carns, els condiments com el brou de pollastre, la pasta de tomàquet, el sofregit i, en menor mesura, peix i marisc.

## Característiques
Els taïnos conreaven molts tipus de tubercles com la iuca, la yautía i la batata. Un element bàsic important de la cuina dominicana adoptada del poble taïno és el casabe, un pa pla fet d'arrel de cassava que se serveix amb sopes i guisats. Les espècies com la vainilla, la nou moscada i el pebre que utilitzen més sovint els cuiners dominicans provenen de la cuina espanyola.
Tots o gairebé tots els grups d'aliments s'allotgen a la cuina típica dominicana, ja que incorpora carn i marisc; grans, especialment arròs, blat de moro (autòcton de l'illa) i blat; verdures, fesols i altres llegums, patates, iuca o plàtans, i amanida; productes lactis, especialment llet i formatge; i fruites, com ara taronges, plàtans i mangos. No obstant això, hi ha el major consum de midons i carns, i menys productes lactis i verdures sense midó.
El sofrito, una barreja saltejada que inclou herbes i espècies locals, s'utilitza en molts plats. Al llarg de la costa central-sud, el bulgur és un ingredient principal en quipes i el tipili, dos plats portats pels immigrants llevantins de l'Orient Mitjà. Altres aliments i plats preferits inclouen chicharrón, carabassa, pastelitos o empanadas, pasteles en hoja (farcellets d'arrel molta), chimichurris, plátanos maduros, wasakaka, tostones i plátanos fritos.
Pel que fa a les begudes, la canya de sucre s'utilitza per produir un rom fi, com ara blanc, daurat o añejo (envellit), i que és la base de molts còctels; Brugal i Barceló són les marques més populars. A les parades del carrer es venen batuts de fruites. També es consumeix cervesa local (com Presidente, Bohemia o Quisqueya) i cafè, que se serveix molt intens i sol.

## Algunes especialitats[2]

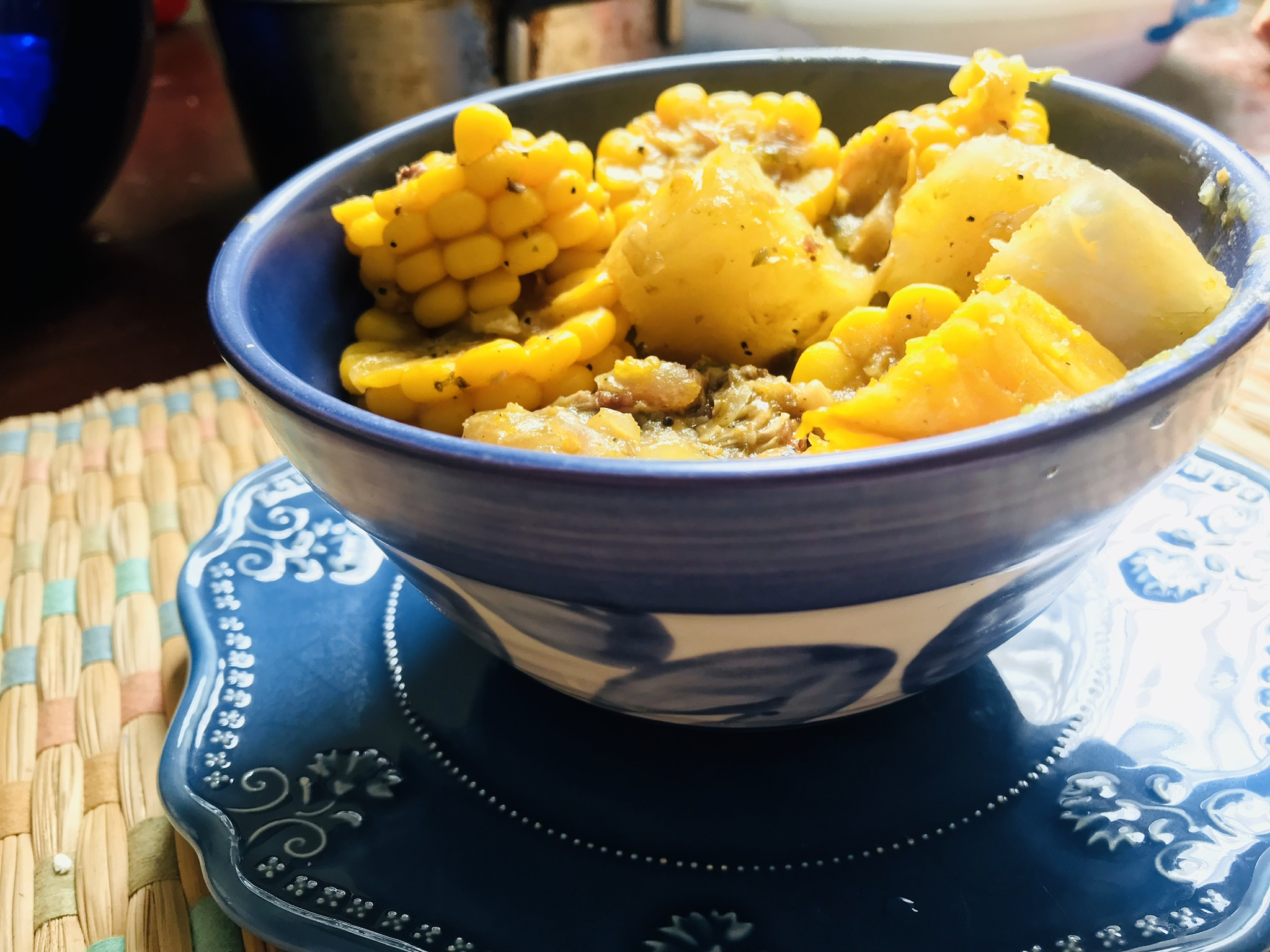
Un plat de sancocho dominicà

- La bandera, una plat amb arròs blanc, fesols guisats, carn estofada, amanida, normalment acompanyada de plàtans fregits i alvocat; és el plat nacional de la República Dominicana
- Sancocho, un brou a base de carns (porc, pollastre i vedella), verdures i tubercles; és habitual en les celebracions[4] i originari de les Illes Canàries[1]
- Locrio, l'equivalent dominicà de la paella valenciana[1]
- Mondongo, sopa de tripes
- Tostones, plàtans fregits
- Mangú, farinetes de plàtan usualment acompanyades de salami, formatge fregit, i ou ferrat, que es consumeixen habitualment per esmorzar;[5] són similars al mofongo porto-riqueny[1]
- Guanimos, l'equivalent dominicà dels tamales, massa de blat de moro farcida servida en una fulla de plàtan
- Niño envuelto, rotllos de col farcits
- Quipes, l'equivalent dominicà del plat libanès kibbeh, boletes de carn i bulgur
- Tipili, amanida de bulgur, verdures i herbes fresques, adaptació del tabbouleh libanès[6]
- Asopao de pollo, trossos de pollastre guisats i arròs
- Chicharrón, fregitel·la de porc
- Chimichurris, un entrepà farcit de carn picada
- Tres leches, pastís de pa de pessic sucat amb llet condensada, evaporada i nata
- Mamajuana, una beguda d'herbes elaborada amb rom, vi negre i mel